# Stéphane Albouy
Stéphane Albouy, né en 1969, est un journaliste français, principalement connu pour avoir dirigé la rédaction du Parisien 2015 à 2020.

## Biographie
Il obtient une maîtrise en information et communication de l'université de Paris X.
Il travaille à La Gazette du Val-d'Oise de 1994 à 1998, puis est journaliste à l'édition du Val-d'Oise du Parisien (1999-2000). Il poursuit comme journaliste au Parisien jusqu'en 2005. Il est ensuite brièvement rédacteur en chef adjoint de l’hebdomadaire Closer.
Il est nommé rédacteur en chef adjoint pour les informations générales au Parisien en 2007, rédacteur en chef  en 2009 et directeur des rédactions en 2015,, où il remplace Thierry Borsa. L'objectif qui lui est assigné est d'arrêter la baisse des ventes, et notamment d'augmenter les ventes sur internet. Stéphane Aldouy est un « journaliste très apprécié en interne » au Parisien. Toutefois, depuis 2015, le journal perdait 20 000 000 €/an en moyenne malgré une forte augmentation du numérique. En septembre 2019, Stéphane Albouy, invité sur Europe 1, s'explique sur le fonctionnent du Parisien, et soutient notamment que son actionnaire, le groupe LVMH, n'a jamais fait la moindre pression sur la rédaction, contrairement à ce qui a lieu dans d'autres groupes de presse comme Le Monde, mais il est néanmoins possible que la décision de son départ provienne du groupe LVMH. Jean-Michel Salvator, qui lui succède en septembre 2020, sera à son tour remplacé deux ans plus tard par Nicolas Charbonneau qui était l'adjoint de Stéphane Albouy de 2017 à 2020,.
En janvier 2021, il est nommé conseiller éditorial et rédacteur en chef d'Enibas Productions, une société du groupe Lagardère.
Toutefois, début 2022, le groupe Lagardère News connaît de nombreux bouleversements après son rachat par Vivendi (groupe Bolloré). Ces changements affectent la direction générale du JDD, dont le patron Jérôme Bellay est remplacé par Jérôme Béglé. C'est ainsi qu'en mai 2022, Stéphane Albouy est nommé directeur de la rédaction du Journal du Dimanche, où il succède à Cyril Petit, qui, après ce limogeage, se recase à Le Parisien.
Stéphane Albouy est nommé, en aout 2023, directeur délégué de la rédaction de Paris Match.

## Controverse
En mars 2016, Le Parisien, dont Stéphane Albouy est directeur de la rédaction, est accusé de censure par plusieurs syndicats de journalistes (SNJ, FO et SNJ-CGT) et par la Société de journalistes du quotidien car les journalistes du service culture-spectacle ont reçu l'ordre de ne pas chroniquer le film Merci Patron !, ceux du service politique ont vu leur proposition de traiter le sujet repoussée à plus tard au motif qu’il s’agissait « d’un sujet militant » et « qu’il y avait d’autres sujets prioritaires ce jour-là ». Cette accusation tient notamment au fait que le film parle de Bernard Arnault de façon critique, alors que celui-ci est le PDG du groupe LVMH, principal actionnaire du journal,. En novembre, il est à nouveau accusé de censure par Fakir, alors qu'il refuse un encart publicitaire pour le DVD de ce film.
En mars 2018, les délégués SNJ du Parisien déplorent que Bernard Arnault « s’invite trop souvent dans les pages » du journal, portant atteinte à la crédibilité de celui-ci.